# Reakce štěpu proti nádoru
Efekt štěpu proti nádoru (graft-versus-tumor effect, GvT) se objevuje po alogenní transplantaci kostní dřeně (hematopoietic stem cell transplantation, HSCT). Štěp obsahuje dárcovské T buňky (T lymfocyty), které mohou být pro příjemce prospěšné odstraněním reziduálních maligních buněk. GvT se může vyvinout po rozpoznání specifických aloantigenů nádoru, případně příjemce. Může vést k remisi nebo k imunitní kontrole hematopoetických malignit. Tento účinek se projevuje u myelomu a lymfoidních leukémií, lymfomu, mnohočetného myelomu a případně rakoviny prsu . Je úzce spojen s reakcí štěpu proti hostiteli (graft-versus-host disease, GvHD), protože základní princip aloimunity je stejný. CD4 + CD25 + regulační T buňky (Treg) lze použít k potlačení GvHD bez ztráty prospěšného účinku GvT. Biologie odpovědi GvT stále není zcela objasněna, ale je pravděpodobné, že se jedná o reakci s polymorfními minoritními histokompatibilními antigeny exprimovanými buď specificky na hematopoetických buňkách, nebo široce na řadě tkáňových buněk nebo antigenů souvisejících s nádorem.  Tato odpověď je zprostředkována převážně cytotoxickými T lymfocyty (CTL), ale jako efektory mohou zloužit i NK buňky, zejména v případě HLA-haploidentické HSCT s depletovanými T-buněk.

## Reakce štěpu proti leukémii
Reakce štěpu proti leukémii (graft-versus-leukemia, GvL) je specifickým typem GvT. Jak již název naznačuje, GvL je reakce proti leukemickým buňkám hostitele. GvL vyžaduje genetickou disparitu, protože účinek je závislý na principu aloimunity. Jedná se o součást reakce štěpu proti hostiteli(GvHD). Zatímco reakce štěpu proti hostiteli má na hostitele negativní dopad, GvL poskytuje pacientům s hematopoetickými malignitami užitek. Po transplantaci hematopoetických kmenových buněk (HSC) dochází k rozvoji jak GvL tak GvHD. Vzájemnou souvislost mezi těmito dvěma reakcemi můžeme vidět při porovnání relapsu leukémie a vývoje GvHD po transplantaci kostní dřeně - u pacientů, u kterých se rozvine chronická nebo akutní forma GvHD, je nižší pravděpodobnost relapsu leukémie. Pokud je použit transplantát s depletovanými T-buňkami, lze částečně zabránit GvHD, ale současně je také snížen účinek GvL, protože T-buňky hrají důležitou roli v obou těchto reakcích. RPozitivní účinek reakce štěpu proti leukémii a jeho využití je omezeno současně probíhající nepříznivou reakcí štěpu proti hostiteli. Pro účinnou léčbu pacientů s poruchami tvorby kostní dřeně by byla klíčová možnost indukovat GvL, ale nikoli GvH. Existuje několik strategií, jak potlačit GvHD po transplantaci nebo zvýšit reakci štěpu proti leukémii, ale žádná z nich neposkytuje ideální řešení tohoto problému. Pro některé formy hematopoetických malignit, například pro akutní myeloidní leukémii (AML), jsou kromě T lymfocytů podstatné také NK buňky, které interagují s KIR receptory. Ty jsou mezi prvními buňkami, které znovu osídlují kostní dřeň hostitele, hrají tedy důležitou roli v přihojení transplantátu. Pro jejich účinek v GvL efektu je nutná jejich aloreaktivita. Protože KIR a HLA geny jsou zděděny nezávisle, ideální dárce může mít kompatibilní HLA geny a zároveň mít receptory KIR, které indukují aloreaktivitu NK buněk. K tomu dochází u většiny nepříbuzných dárců. Při transplantaci HSC během AML jsou T-buňky obvykle selektivně odstraňovány, aby se zabránilo GvHD a NK buňky pomáhají s GvL efektem, který zabraňuje relapsu leukémie. Při transplantaci bez deplece T-buněk se po transplantaci k prevenci GvHD nebo odmítnutí transplantátu podáví cyklofosfamid . Dalšími strategiemi, které se v současné době používají v klinické praxi pro potlačení GvHD a zvýšení GvL, patří například optimalizace stavu transplantátu nebo infúze dárcovských lymfocytů (DLI) po transplantaci.  Žádná z nich však neposkytuje uspokojivé univerzální výsledky, a proto jsou stále zkoumány další možnosti. Jednou z nich je například použití cytokinů. G-CSF (granulocyte colony-stimulating factor) se používá k mobilizaci HSC a zprostředkování tolerance T lymfocytů během transplantace. G-CSF může pomoci zlepšit účinek GvL a potlačit GvHD snížením hladin LPS a TNF-a. Použití G-CSF také zvyšuje hladiny Treg, což také může pomoci s prevencí GvHD. K prevenci nebo redukci GvHD bez eliminace GvL mohou být použity i další cytokiny, například KGF, IL-11, IL-18 a IL-35.